# Zale vernifera
Zale vernifera är en fjärilsart som beskrevs av Walker 1858. Zale vernifera ingår i släktet Zale och familjen nattflyn. Inga underarter finns listade i Catalogue of Life.